# Primera División (Chile) 1961
Die Primera División 1961, auch unter dem Namen 1961 Campeonato Nacional de Fútbol Profesional bekannt, war die 29. Saison der Primera División, der höchsten Spielklasse im Fußball in Chile.
Die Meisterschaft gewann das Team von Universidad Católica, das sich damit für die Copa Campeones de América 1962 qualifizierte. Es war der dritte Meisterschaftstitel für den Klub. Aufgrund der Aufstockung der Liga auf 18 Vereine blieb der sportliche Absteiger Rangers de Talca nach Saisonende in der Klasse. Pokalsieger Chiles wurden die Santiago Wanderers.

## Modus
Die 14 Teams spielen jeder gegen jeden mit Hin- und Rückspiel. Sieger ist die Mannschaft mit den meisten Punkten. Bei Punktgleichheit entscheidet das Torverhältnis. Sind die besten Teams um die Meisterschaft punktgleich, entscheiden Playoff-Spiele mit Hin- und Rückspiel die Meisterschaft. Der Tabellenletzte steigt in die zweite Liga ab, allerdings wurde die Regelung nach Saison wegen der Aufstockung auf 18 Vereine aufgehoben.

## Teilnehmer
Die ersten dreizehn Teams der Vorsaison nahmen auch wieder in dieser Saison teil. Aufsteiger aus der zweiten Liga war CD Green Cross. Neun Teams kamen aus der Hauptstadt Santiago, dazu spielten die Santiago Wanderers aus Valparaíso, Everton aus Viña del Mar, O’Higgins aus Rancagua, Rangers de Talca aus Talca und San Luis de Quillota aus Quillota in der Liga.

## Tabelle
| Pl.                       | Verein               | Sp. | S  | U  | N  | Tore    | Diff. | Punkte |
| ------------------------- | -------------------- | --- | -- | -- | -- | ------- | ----- | ------ |
| 1.                        | Universidad Católica | 26  | 15 | 8  | 3  | 069:350 | +34   | 38     |
| 2.                        | Universidad de Chile | 26  | 13 | 12 | 1  | 055:280 | +27   | 38     |
| 3.                        | CSD Colo-Colo (M)    | 26  | 13 | 9  | 4  | 080:470 | +33   | 35     |
| 4.                        | Santiago Morning     | 26  | 12 | 9  | 5  | 052:390 | +13   | 33     |
| 5.                        | Everton              | 26  | 11 | 9  | 6  | 045:400 | +5    | 31     |
| 6.                        | Santiago Wanderers   | 26  | 11 | 5  | 10 | 046:490 | −3    | 27     |
| 7.                        | O’Higgins            | 26  | 11 | 4  | 11 | 041:400 | +1    | 26     |
| 8.                        | Unión Española       | 26  | 10 | 6  | 10 | 051:550 | −4    | 26     |
| 9.                        | CD Palestino         | 26  | 11 | 3  | 12 | 047:600 | −13   | 25     |
| 10.                       | Ferrobadminton       | 26  | 7  | 8  | 11 | 038:520 | −14   | 22     |
| 11.                       | Audax Italiano       | 26  | 7  | 7  | 12 | 046:570 | −11   | 21     |
| 12.                       | CD Green Cross       | 26  | 4  | 7  | 15 | 039:560 | −17   | 15     |
| 13.                       | San Luis de Quillota | 26  | 5  | 5  | 16 | 036:580 | −22   | 15     |
| 14.                       | Rangers de Talca     | 26  | 2  | 8  | 16 | 031:650 | −34   | 12     |
| Quelle: , Stand: Endstand |                      |     |    |    |    |         |       |        |

## Entscheidungsspiele
| Datum                  |                      | Gesamt |                      | Hinspiel | Rückspiel | Ort                        |
| ---------------------- | -------------------- | ------ | -------------------- | -------- | --------- | -------------------------- |
| 02.01.1962/ 05.01.1962 | Universidad Católica | 4:3    | Universidad de Chile | 3:2      | 1:1       | Estadio Nacional, Santiago |

Beide Spiele fanden im Estadio Nacional statt. Im Hinspiel konnte Universidad de Chile in der 64. Spielminute durch Alfonso Sepúlveda in Führung gehen, allerdings konnte Alberto Fouillioux in der 79. Spielminute für den Ausgleich und gleichzeitig den Endstand sorgen. Das Rückspiel begann ereignisreich. Den Führungstreffer von Carlos Campos für La U konnte Fouillioux in der 4. Spielminute ausgleichen. Campos brachte Universidad de Chile in der 16. Spielminute erneut in Führung. Direkt nach der Halbzeitpause glich Fernando Ibáñez für Universidad Católica wieder aus. Erst in der 86. Spielminute war es Fouillioux mit seinem zweiten Tor, der den 3:2-Siegtreffer per Elfmeter erzielte und somit Universidad Católica den dritten Titel brachte.

## Beste Torschützen
| Rang | Spieler             | Klub                 | Tore |
| ---- | ------------------- | -------------------- | ---- |
| 1    | Carlos Campos       | Universidad de Chile | 24   |
|      | Honorino Landa      | Unión Española       | 24   |
| 3    | Ricardo Trigilli    | Universidad Católica | 21   |
|      | Francisco Valdés    | CSD Colo-Colo        | 21   |
| 5    | Luis Hernán Álvarez | CSD Colo-Colo        | 19   |
|      | Juan Lazcano        | Santiago Morning     | 19   |
|      | Armando Tobar       | Santiago Wanderers   | 19   |
| 8    | Carlos Linazza      | Unión Española       | 17   |
| 9    | Juan Soto           | Santiago Wanderers   | 16   |
| 10   | José Giarrizzo      | Everton              | 14   |

## Sonstiges
Am 3. April 1961 verschwand LAN-Chile-Flug 210 auf dem Weg von Osorno nach Santiago mit acht Spielern von CD Green Cross, darunter der argentinische Nationalspieler Eliseo Mouriño, Trainer Arnaldo Vásquez Bidoglio und Mannschaftsmasseur Mario González. Das Team war auf dem Rückflug vom zuvor stattfindenden Pokalspiel. Ein Teil der Spieler nahm einen anderen Flug mit Zwischenlandung nach Santiago und entkam so dem Unglück. Das Flugzeugwrack des Fluges 210 wurde erst 2015 in den Anden gefunden.